# 室津川
室津川
- 兵庫県淡路市（旧津名郡北淡町）を流れる二級河川。室津川 (兵庫県)を参照。
- 高知県室戸市を流れる二級河川。本項で述べる。

室津川（むろつがわ）は、高知県を流れる二級河川。

## 地理
安芸山地の室戸岬近くを南流のち西流し、室戸市街を経て土佐湾に注ぐ。

## 流域の自治体
- 高知県

室戸市

## 並行する交通
- 高知県道202号椎名室戸線
- 高知県道203号室戸公園線

## 流域の施設・観光地
- 室戸市役所
- 高知県立室戸高等学校
- 室戸市立室戸小学校
- 室戸郵便局
- 津照寺 - 四国八十八箇所第25番札所